# Sandila
Sandila es una ciudad y municipio situado en el distrito de Hardoi en el estado de Uttar Pradesh (India). Su población es de 58336 habitantes (2011). Se encuentra a 50 km de Lucknow, la capital del estado.

## Demografía
Según el censo de 2011 la población de Sandila era de 58346 habitantes, de los cuales 30400 eran hombres y 27946 eran mujeres. Sandila tiene una tasa media de alfabetización del 65,79%, inferior a la media estatal del 67,68%: la alfabetización masculina es del 70,99%, y la alfabetización femenina del 60,15%.